# Бунтіна
Бу́нтіна (рос. Бунтина) — присілок у складі Білозерського району Курганської області, Росія. Входить до складу Першинської сільської ради.
Населення — 102 особи (2010, 140 у 2002).